# Bavia nessagyna
Bavia nessagyna es una especie de araña del género Bavia, familia Salticidae. Fue descrita científicamente por Maddison en 2020.
Se distribuye por Malasia. Posee el tórax marrón oscuro, con algunas partes amarillas, clípeo oscuro.